# Brázdicí stroj B 70 E
B 70 E je brázdicí důlní stroj československé výroby, který patřil mezi jedny z nejznámějších v poválečném období. Výrobcem byl OSTROJ Opava.
Hlavním účelem stroje bylo vytvořit v celistvé uhelné mase brázdu, aby se uhlí snadněji vydobylo ruční nebo trhací prací. Uhlí se i nadále nakládalo ručně lopatami na hřeblový dopravník. Stroj se pohyboval podél uhelné stěny buď přímo po počvě, nebo ve vyšší poloze po hřeblovém dopravníku, když bylo třeba řezat brázdu co nejblíže u stropu sloje. Pracovním nástrojem bylo rameno s nekonečným brázdicím řetězem, v němž byly upnuty nože vykonávající vlastní řez. Pojezd stroje podél pilíře byl vyřešen tzv. spilovým řetězem, který byl veden přes růžici (rozetu) vrátkové části stroje a ukotven na obou koncích porubu.  

## Technická data
| Výkon elektromotoru       | 60 kW        |
| Rychlost řetězu           | 4,3 m/s      |
| Hloubka brázdy            | 2,2 m        |
| Výška brázdy              | 120 - 175 mm |
| Postupová rychlost stroje | max. 2 m/s   |